# Chiese scomparse di Firenze
La lista delle chiese scomparse di Firenze elenca tutti i luoghi di culto cristiani che un tempo sorgevano in città. 
Alcune di esse sono totalmente scomparse mentre altre, quelle sconsacrate, sono scomparse come luogo di culto ma hanno ancora l'edificio in parte o del tutto presente nell'urbanistica della città.

## Chiese scomparse
- Sant'Andrea in Mercato Vecchio
- Sant'Anna sul Prato o Spedale dei Lebbrosi di Sant'Jacopo e Sant'Eusebio al Prato in via il Prato
- Sant'Antonio di Vienne già in via Faenza
- Sant'Apollinare in piazza San Firenze
- San Baldassarre in via Gabriele d'Annunzio
- Monastero di San Baldassarre nella zona di Coverciano
- San Bartolomeo in via de' Calzaiuoli
- San Bartolomeo dei Pizzicagnoli in via dell'Alloro
- Ospedale di San Bartolomeo nel Prato di Ognissanti
- San Benedetto al Mugnone in viale Pacinotti/viale dei Mille
- Santa Brigida, oggi vi si trova la Limonaia di Boboli
- Santa Candida, fuori Porta alla Croce
- Santa Caterina d'Alessandria in via Santa Caterina d'Alessandria
- Santa Caterina da Siena in piazza San Marco
- Santa Caterina dei Talani in via San Gallo
- Santa Cecilia in piazza Santa Cecilia
- Monastero del Ceppo in via San Gallo
- Santissima Concezione in via della Scala
- Santissima Concezione in via dei Fibbiai
- Oratorio del Crocifisso dai Vecchietti in via de' Vecchietti
- San Donato in Scopeto
- San Donato dei Vecchietti in via de' Vecchietti
- Sant'Eligio dei Manescalchi in via San Gallo
- Sant'Eligio degli Orefici in via Laura
- Sant'Elisabetta, già San Michele alle Trombe e San Michele in Palco in piazza Sant'Elisabetta
- Santa Elisabetta del Capitolo, già in via San Giuseppe
- Sant'Eusebio presso il Prato di Ognissanti
- Santi Filippo e Jacopo, o ospedale del Ceppo o delle Povere fanciulle abbandonate di Maria Vergine, in via Tripoli
- San Fiorenzo in piazza San Firenze
- San Francesco di Monticelli in via de' Malcontenti
- Monastero di San Frediano in borgo San Frediano angolo piazza del Carmine
- San Gallo in piazza della Libertà
- San Gherardo in via San Gallo
- san Giobbe in via Gino Capponi angolo via Laura
- San Giovanni Decollato dei Norcini in via delle Ruote
- San Giovanni Evangelista di Boldrone in via di Boldrone
- San Girolamo delle Poverine Ingesuate, in via Tripoli
- San Giuliano, in via San Niccolò
- San Giusto alle mura
- San Gregorio della Pace in piazza de' Mozzi
- Gli Incurabili in via San Gallo
- San Leo in via de' Brunelleschi
- Monastero di San Luca, in via San Gallo
- Monastero di Santa Lucia a Camporeggi in via San Gallo
- Santa Margherita delle Romite di Cafaggiolo, in via degli Alfani
- Santa Maria degli Alberighi in piazza degli Alberighi
- Santa Maria dei Bardi in piazza di Santa Maria Sopr'Arno
- Monastero di Santa Maria degli Angioli in borgo San Frediano
- Santa Maria in Campidoglio o La Palla in Mercato Vecchio
- Santa Maria della Croce al Tempio (prima chiesa) già in piazza Piave
- Santi Maria e Giuseppe sul Prato in via il Prato
- Oratorio di Santa Maria Maddalena alla Costa in costa San Giorgio
- Santa Maria Nepotecosa in via dei Calzaiuoli
- Oratorio di Santa Maria della Neve in via San Gallo
- Santa Maria Novella della Malta in via Faenza
- Chiesa di Santa Maria della Pace (resta una cappella consacrata)
- Convento di Santa Maria della Pietà o delle Abbandonate, in via Giuseppe Giusti
- Santa Maria degli Ughi, o Santa Maria Primerana, in piazza Strozzi
- Santa Maria di Verzaia (prima chiesa), già in viale Ludovico Ariosto
- San Michele dei Broccardi in via San Gallo
- San Miniato tra le torri
- San Pier Buonconsiglio
- San Pier Maggiore in piazza San Pier Maggiore
- San Pietro Martire in via dei Serragli
- Sant'Onofrio in corso Tintori
- Sant'Onofrio dei Tintori in via dei Malcontenti
- San Pier Scheraggio in via della Ninna
- San Rocco in via San Gallo
- San Romolo in piazza della Signoria
- San Ruffillo in piazza dell'Olio
- Santa Reparata, sotto il Duomo
- Oratorio di San Silvestro in via San Gallo
- Monastero delle Santucce, già in via dell'Agnolo
- San Tommaso
- Trinità Vecchia dei Gesuati
- Santa Zita in via dei Malcontenti

## Chiese sconsacrate
- Sant'Apollonia in via San Gallo
- Arcangelo Raffaello, già ospedale di Santa Lucia, poi San Lorenzino, poi Santa Maria di Verzaia (seconda chiesa) in Borgo San Frediano e via Lorenzo Bartolini
- San Bartolomeo alla Lastra in via Bolognese
- Confraternita del Bigallo in piazza del Duomo
- Monastero e ospedale Bonifacio in via San Gallo
- San Carlo dei Barnabiti in via Sant'Agostino
- Santa Chiara in via de' Serragli 99
- San Clemente in via San Gallo
- San Cristoforo degli Adimari in via Calzaiuoli
- San Domenico del Maglio in via Micheli angolo via Cherubini e via Venezia (resta visibile il chiostro)
- San Francesco de' Macci in via de' Macci
- Santi Jacopo e Lorenzo, o anche San Giuliano dei Librai, in via Ghibellina
- San Luca a Quaracchi, in via Cammori
- Madonna del Carro in via Desiderio da Settignano
- Monastero delle Mantellate, già monastero del Chiarito, in via San Gallo
- Santa Maria degli Angeli in via Alfani
- Santa Maria dei Battilani in via delle Ruote
- Oratorio di Santa Maria della Neve in borgo la Croce
- Santa Maria del Santo Sepolcro o monastero delle Campora in via delle Campora
- Santa Maria sopra Porta, o San Biagio, in via Pellicceria
- Santa Maria Vergine della Croce al Tempio in via San Giuseppe
- San Martino degli Osti in via Torta
- San Martino alla Scala o Santa Maria della Scala, in via della Scala
- Ospedale e monastero di San Matteo in piazza San Marco
- Santa Monica in via Santa Monaca vicino a piazza del Carmine
- San Niccolò di Cafaggio in via Alfani
- Ospizio di Orbatello in Borgo Pinti
- Sant'Orsola tra via Sant'Orsola e via Panicale
- San Pancrazio[1] in piazza San Pancrazio
- San Paolo in piazza Santa Maria Novella
- Oratorio di San Pierino in via Capponi
- San Pietro in Celoro in piazza del Capitolo
- San Salvatore a Camaldoli in piazza Tasso
- San Silvestro in Borgo Pinti
- Santa Teresa in via della Mattoniaia
- Santa Verdiana in via dell'Agnolo
- San Vincenzo d'Annalena in via Santa Maria